# Kanton Reims-3
Kanton Reims-3 (fr. Canton de Reims-3) je francouzský kanton v departementu Marne v regionu Grand Est. Tvoří ho pouze část města Remeš.